# Mieczysław Baczkowski
Mieczysław Anzelm Baczkowski ps. Brodowski (ur. 21 kwietnia 1898 w Mycowie, zm. 2 czerwca 1973 w Krakowie) – podpułkownik piechoty Polskich Sił Zbrojnych, kawaler Orderu Virtuti Militari.

## Życiorys
Urodził się 21 kwietnia 1898 w Mycowie, w rodzinie Władysława i Emilii z Czołowskich . Absolwent c. k. Wyższej Szkoły Realnej w Stanisławowie .
Podczas I wojny światowej był żołnierzem Legionów Polskich. Po odzyskaniu przez Polskę niepodległości został przyjęty do Wojska Polskiego. Został awansowany na stopień porucznika piechoty ze starszeństwem z dniem 1 października 1920. W latach 20. był oficerem 2 pułku piechoty Legionów w Pińczowie. Został awansowany na stopień kapitana piechoty ze starszeństwem z dniem 1 stycznia 1929. W 1932 był oficerem 4 Pułku Strzelców Podhalańskich w Cieszynie. Od 1935 służył w Korpusie Ochrony Pogranicza. Na stopień majora został mianowany ze starszeństwem z 19 marca 1939 i 20. lokatą w korpusie oficerów piechoty. W tym samym miesiącu pełnił służbę w Batalionie KOP „Troki” na stanowisku dowódcy kompanii karabinów maszynowych. 
Po wybuchu II wojny światowej we wrześniu 1939 został dowódcą odtworzonego batalionu KOP „Budsław”. Po agresji ZSRR na Polskę z 17 września 1939 został ranny w walce z sowietami. Wraz z resztkami batalionu był internowany na Litwie. Po odzyskaniu wolności wstąpił do Polskich Sił Zbrojnych w ZSRR i w stopniu majora pełnił stanowisko dowódcy 17 pułku piechoty w okresie od 11 do 17 września 1941 oraz jako pełniący obowiązki do 23 lutego 1942. Podczas ewakuacji i pobytu w Iraku pełnił funkcję szefa sztabu tego pułku. W 1944 sprawował stanowisko dowódcy przemianowanego 17 Lwowskiego batalionu strzelców w ramach Polskich Sił Zbrojnych. Wówczas uczestniczył w bitwie o Monte Cassino. Później został mianowany na stopień podpułkownika. Od grudnia 1944 do listopada 1945 był zastępcą dowódcy 4 Wołyńskiej Brygady Piechoty.
Do końca życia pozostawał w stopniu podpułkownika. Zmarł po długiej chorobie 2 czerwca 1973 w Krakowie. Został pochowany 8 czerwca 1973 na Cmentarzu wojskowym przy ul. Prandoty w Krakowie (kwatera 8 WOJ-12-9). Był żonaty, miał syna.

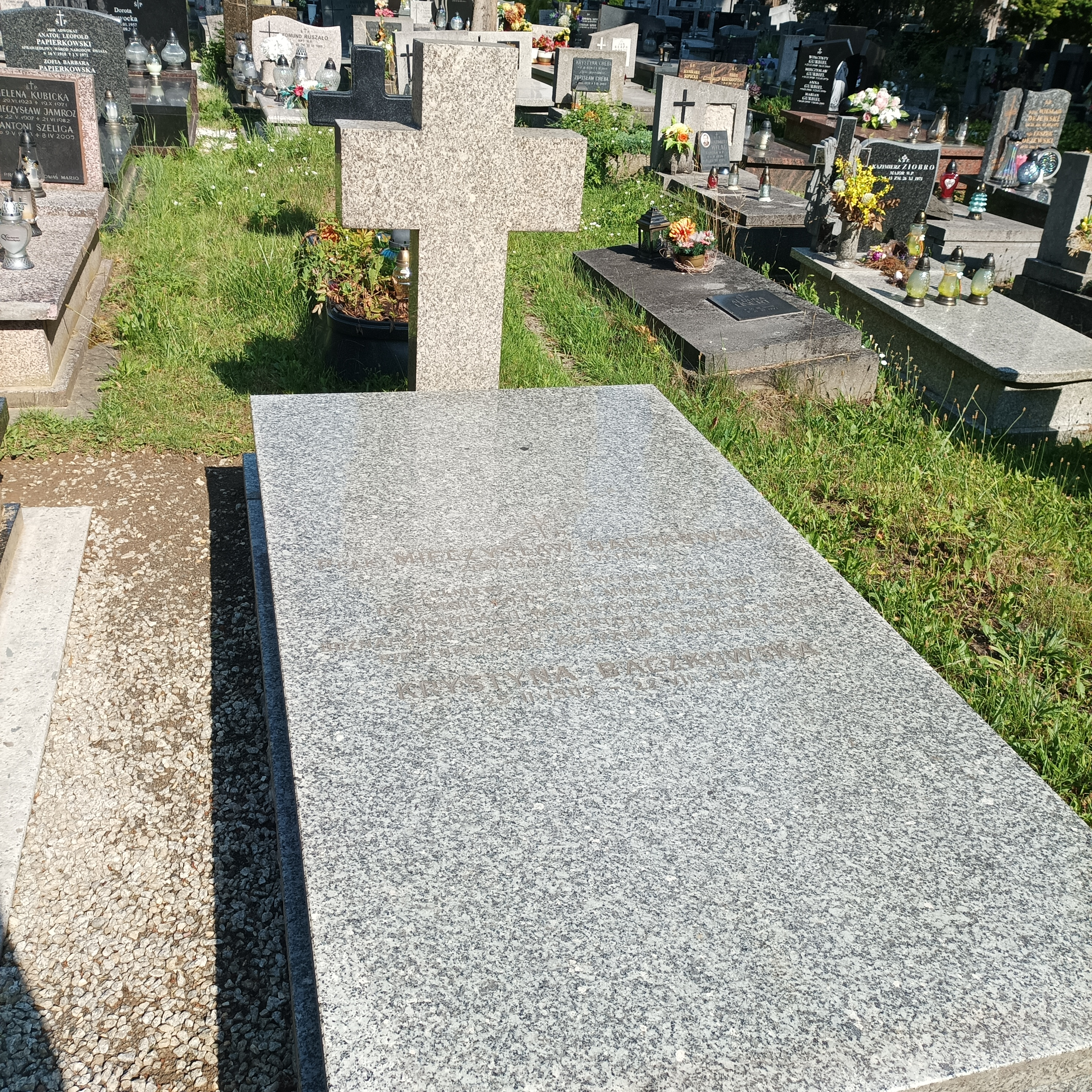
Grób Mieczysława Baczkowskiego na cmentarzu wojskowym przy ul. Prandoty w Krakowie

## Ordery i odznaczenia
- Krzyż Złoty Orderu Wojennego Virtuti Militari[1] nr 34
- Krzyż Srebrny Orderu Wojskowego Virtuti Militari nr 6426 (17 maja 1922)[24][25]
- Krzyż Niepodległości (6 czerwca 1931)[26]
- Krzyż Walecznych (czterokrotnie „za czyny męstwa i odwagi wykazane w bojach toczonych w latach 1918–1921”[13], po raz pierwszy i drugi „za udział w b. Legionach Polskich”[27][28])
- Krzyż Walecznych „za czyny męstwa i odwagi wykazane w wojnie rozpoczętej 1 września 1939 roku”[1]
- Medal Wojska[29]
- Srebrny Krzyż Zasługi (1938)[30]
- Krzyż Pamiątkowy Monte Cassino nr 18560[31]
- Odznaka za Rany i Kontuzje[29]
- Odznaka pamiątkowa 6 Pułku Piechoty Legionów („Krzyż Wytrwałości”)[32]
- Order Wybitnej Służby (Wielka Brytania)[1]
- Brązowy Medal za Męstwo Wojskowe (Włochy)[29]
- Brązowy Medal Waleczności (Austro-Węgry)[33]